# Felix Eberty
Georg Friedrich Felix Eberty (Berlín, 26 de enero de 1812 - Miłków, 7 de julio de 1884) fue un abogado, astrónomo aficionado y escritor alemán.

## Biografía
Eberty era hijo del banquero Hermann Eberty (nombre cambiado de Heimann Joseph Ephraim a Hermann Eberty en 1810) y su esposa Babette, de soltera Mosson. El abuelo de Felix Eberty fue el banquero Joseph Veitel Ephraim; su bisabuelo fue el factor de corte de Veitel-Heine Ephraim. Eberty se casó con la hija de un terrateniente, Marie Amalie Catharina, de soltera Hasse (nacida el 21 de mayo de 1822 en Barottwitz cerca de Breslau; fallecida en 1887 en Arnsdorf) y fue padre de cuatro hijas, incluida la mayor, Maria Carlotta Margarethe Stobbe, y la tercera, la autora de cuentos Babette von Bülow (seudónimo Hans Arnold).
Eberty creció en Berlín y estudió en la Institución Cauer. También recibió lecciones privadas del matemático Jakob Steiner. De 1831 a 1834 estudió Derecho en Berlín y Bonn. Realizó sus prácticas jurídicas en Berlín, en el Tribunal Municipal y en el Tribunal de Cámara, bajo la dirección del presidente del Tribunal de Cámara, Wilhelm Heinrich von Grolman. En 1840 fue nombrado perito del tribunal de cámara y luego asesor de los jueces de Hirschberg, Lübben y Breslau. En 1849, después de dejar el servicio judicial, completó su habilitación, estudió derecho natural y penal y se convirtió en profesor asociado en 1854. Tras finalizar sus estudios se convirtió en miembro de la asociación literaria del Túnel del Spree en Berlín, a la que permaneció vinculado durante toda su vida. Murió el 7 de julio de 1884 en Arnsdorf, en las Montañas de los Gigantes.

## Obra científica
En 1846, mientras Eberty todavía trabajaba en el servicio judicial, publicó la obra de 28 páginas Die Gestirne und die Weltgeschichte: Gedanken über Raum, Zeit und Ewigkeit («Las estrellas y la historia del mundo: pensamientos sobre el espacio, el tiempo y la eternidad») en Breslau bajo el seudónimo de F.Y. El libro contemplaba a un observador lejano viendo «la tierra en este momento tal como existía en el tiempo de Abraham». Fue traducido al inglés y publicado en Londres el mismo año, sin que se mencionara ningún autor. Un año después, Eberty, todavía como F.Y., y bajo el mismo título con el añadido de II. Heft, publicó un suplemento.
En 1855, en la primera edición de sus Naturwissenschaftliche Volksbücher, Aaron Bernstein presentó observaciones sobre el espacio, el tiempo y la velocidad de la luz que «un pensador desconocido y de mirada aguda» había hecho en un escrito anónimo. En su juventud, Albert Einstein leyó estos libros de divulgación científica, que se considera que tuvieron una influencia formativa en sus intereses y su futura carrera.
En 1874, Eberty publicó una segunda edición alemana, esta vez bajo su nombre completo. Mientras tanto, la obra había gozado de gran éxito en Inglaterra y Estados Unidos. En el prefacio de la edición de 1874, Eberty afirma que la sexta edición ya estaba agotada en Londres en 1854. W. von Voigts-Rhetz consideró que esta edición era obra de un autor anónimo de habla inglesa y la tradujo al alemán en 1859. Albert Einstein escribió un prólogo para una nueva edición de Las estrellas y la historia del mundo en 1923 en el que llamó a Eberty «una persona original e ingeniosa.
En su libro de 2006 Zwischen den Sternen: Lichtbildarchive («Entre las estrellas: archivos fotográficos»), el estudioso de la imagen Karl Clausberg afirma que los escritos de Eberty influyeron en Camille Flammarion, Hermann von Helmholtz, Albert Einstein, Ludwig Klages y Thure von Uexküll, así como en Walter Benjamin. Incluyó un facsímil de los escritos de Eberty en su libro y lo comentó extensamente.
El biógrafo de Einstein, Jürgen Neffe, también ve una influencia en el joven Albert Einstein y escribe sobre la obra de Eberty: «Aquí encontramos también un pensamiento decisivo sobre la teoría especial de la relatividad: el momento viaja con la luz».

## Publicaciones
- Beweis der Lehrsätze Band 2. Heft 3. Nr. 54. S. 287. En: Crelles Journal für die reine und angewandte Mathematik Bd. 5 (1830),  p. 107–109
- De vera unionis prolium notione. Typis Francisci Baadeni, Bonnae 1834 (zugleich: Dissertation, Universität Bonn, 1834).
- Die Gestirne und die Weltgeschichte. Gedanken über Raum, Zeit und Ewigkeit. (1. Heft), Schulz, Breslau 1846. (Pseudonym F. Y.)
- Die Gestirne und die Weltgeschichte. Gedanken über Raum, Zeit und Ewigkeit. 2. Heft. Aderholz, Breslau 1847. (Pseudonym F. Y.)
- Die Gestirne und die Weltgeschichte. Gedanken über Raum, Zeit und Ewigkeit. Kern, Breslau 1874.
- Die Gestirne und die Weltgeschichte. Gedanken über Raum, Zeit und Ewigkeit. (1. und 2. Heft) Mit einem Geleitwort von Albert Einstein. Hrsg. von Gregorius Itelson. Rogoff, Berlin 1923.
- Die Gestirne und die Weltgeschichte. Gedanken über Raum, Zeit und Ewigkeit. (1. und 2. Heft) Mit einem Geleitwort von Albert Einstein. Hrsg. von Werner Graf. Comino, Berlin 2014, ISBN 978-3-945831-01-4 (E-Book).
- Versuche auf dem Gebiet des Naturrechts. Leipzig 1852.
- Über Gut und Böse. Berlin 1855.
- Walter Scott. Ein Lebensbild. 2 Bände. Breslau 1860; 2. Auflage 1870 (mehrfach übersetzt).
- Die Sterne und die Erde. Leipzig 1860.
- Lord Byron. Eine Biographie. 2 Bände. Leipzig 1862; 2. Auflage 1879.
- Geschichte des preußischen Staats. 7 Bände. Breslau 1867–1873.
  - Band 1: 1411–1688. Breslau 1867, 718 Seiten (Digitalisat).
  - Band 2: 1688–1740. Breslau 1868, 702 Seiten (Digitalisat).
  - Band 3: 1740–1756. Breslau 1868, 424 Seiten (Digitalisat).
  - Band 4: 1756–1763. Breslau 1869, 368 Seiten (Digitalisat).
  - Band 5: 1763–1806. Breslau 1870 (Digitalisat).
- Jugenderinnerungen eines alten Berliners. Berlin 1878 (Digitalisat).
  - Nach handschriftlichen Aufzeichnungen des Verfassers von J. von Bülow ergänzte und neu herausgegebene Ausgabe. Verlag für Kulturpolitik, Berlin 1925.
  - Neuausgabe der erweiterten Ausgabe von 1925, ergänzt um fehlende Kapitel der Ausgabe von 1878 und mit Anmerkungen versehen, Nachwort von Theodor Fontane. Berlin 2015, ISBN 978-3-945831-05-2.